# جان سوج
جان سوج (انگلیسی: John Savage؛ زادهٔ ۲۵ اوت ۱۹۴۹) بازیگر اهل ایالات متحده آمریکا است. از فیلم‌هایی که وی در آن نقش داشته است، می‌توان به دری به سکوت، شکارچی گوزن، پدرخوانده: قسمت سوم، کار درست را بکن، پیامی در بطری، گوشه‌ای از بهشت، جاده باز، گاو آنی و بریتانی کوچک، فورت بلیس و سالوادور اشاره کرد.